# Bergmoser + Höller Verlag
Koordinaten: 50° 48′ 31,9″ N, 6° 2′ 59,6″ O
Bergmoser + Höller ist ein unabhängiger christlicher Lehrmittelverlag und Zeitschriftenfachverlag mit Sitz in Aachen. Er wurde im Jahr 1970 durch den Verlagskaufmann Josef Bergmoser und den Publizisten Karl Höller als Gesellschaft bürgerlichen Rechts (GbR) gegründet und verlegt mit ca. 70 Mitarbeitern derzeit mehr als 35 Abo-Publikationen, ohne die Produkte der beiden 2012 übernommenen Verlage Hutt Verlag und Ökotopia Verlag.

## Verlagsgeschichte
Josef Bergmoser und Karl Höller legten am 25. Oktober 1970 mit dem Pfarrbriefmaterialdienst Image – das Bild unserer Pfarrei den Grundstein des Verlages. Ein Jahr später übernahm der junge Verlag als Gesellschaft bürgerlichen Rechts (GbR) die Betreuung der Sonntagsdienste, einer Gottesdiensthilfe für katholische Pfarrer, und eröffnete damit eine Palette liturgischer und pastoraler Publikationen nach dem Konzept der praktischen Hilfen – in der Folgezeit auch für evangelische Pfarrerinnen und Pfarrer. Später wurde die Herausgabe praktischer Materialdienste auch auf die Bereiche Schule, Vorschule/Kindergarten sowie der Altenarbeit erweitert.
Josef Bergmoser widmete sich seit 1973 ausschließlich dem eigenen Verlag, Karl Höller kam 1982 als Geschäftsführer für den Programmbereich vollberuflich hinzu. Die GmbH, 1979 durch die Eheleute Josef und Martha Bergmoser sowie Karl und Inge Höller beurkundet, bezog ein Gebäude an der Karl-Friedrich-Straße auf dem Gelände der ehemaligen Grube Carl-Friedrich in Aachen-Richterich. Im Jahr 2001 wandelten die Gesellschafter ihre GmbH in eine Aktiengesellschaft um.
Darüber hinaus diente die Gründung von drei Zweigbetrieben der weiteren Fundierung verlegerischer Aufgaben: Die Image Druck GmbH (1973), die Bergmoser + Höller Agentur für Kommunikationsberatung und Sozialmarketing GmbH (1981) und die graphodata AG (1987), eine Agentur für alle Leistungen der Druckvorbereitung und inzwischen auch New Media.
Der Generationswechsel in der Unternehmensführung begann 1995 mit dem Eintritt von Andreas Bergmoser als kaufmännischem Leiter in der Nachfolge seines Vaters. 2003 übernahm Peter Enno Tiarks die Programmleitung von Karl Höller. Die Verlagsgründer Josef Bergmoser und Karl Höller wechselten daraufhin in den Aufsichtsrat. In seinem Amt als Aufsichtsratsvorsitzender wurde Höller am 22. April 2016 abgelöst durch den ehemaligen Geschäftsführer der Verlagsgruppe Handelsblatt im Bereich Fachmedien Uwe Hoch, der dem Aufsichtsrat bereits seit 2005 angehört. Thomas Wirth, Professor für Onlinemedien an der Dualen Hochschule Baden-Württemberg Mosbach (DHBW Mosbach), ist seit April 2015 Mitglied im Aufsichtsrat. Sein Arbeitsschwerpunkt liegt bei den Themen Onlinemedien und Innovation. Seit April 2016 gehört als Beisitzende ebenfalls Simone Höller, Produzentin der TV- und Filmproduktionsgesellschaft FFP New Media GmbH, dem Aufsichtsrat an.
Ende 2010 riefen Verlag und Gründer die gemeinnützige und unabhängige Bergmoser + Höller-Stiftung ins Leben.
Zum 1. Januar 2012 übernahm die Bergmoser + Höller Verlag AG die Geschäftsaktivitäten des Stuttgarter Hutt Verlags von dessen Gründer und Inhaber Stephan Hutt. Der Hutt Verlag blieb am Standort Stuttgart beheimatet und wird als Imprint im Programm von Bergmoser + Höller fortgeführt.
Am 26. Juni 2012 vermeldete der Börsenverein des Deutschen Buchhandels die Übernahme des Ökotopia-Verlags durch die Bergmoser + Höller Verlag AG zum 1. Juli 2012. Seit 1. Januar 2019 wird auch der Ökotopia Verlag als Imprint der Bergmoser + Höller Verlag AG geführt.
Zum 1. Januar 2019 hat die Bergmoser + Höller AG die Bergmoser + Höller Lernen GmbH gegründet. Ihr Gegenstand sind Entwicklung, Organisation, Vertrieb und Durchführung von Leistungen der pädagogischen Beratung und Fortbildung.

## Verlagsgründer

### Josef Bergmoser
Der am 15. April 1927 im Sauerland geborene Josef Bergmoser kam über ein kaufmännisches Volontariat bei der Tageszeitung Westfalenpost in Hagen in die Verlagsbranche. 1957 trat er in Köln in den Dienst der Kölnischen Rundschau. In dieser Zeit engagierte sich Bergmoser – angeregt durch das Zweite Vatikanische Konzil – im Pater-Leppich-Kreis und der Action 365 und wurde Mitglied in der Stephanusgemeinschaft mit ihrer ausgeprägten Laien-Spiritualität. Als Anzeigenleiter von Leben & Erziehen im Volkspädagogischen Verlag, dem heutigen Einhardverlag, übersiedelte Bergmoser nach Aachen, um schließlich 1970 zum Päpstlichen Werk Missio zu wechseln. Dort baute er den missio-aktuell-Verlag auf und traf hierbei auf Karl Höller, den Gründungssekretär des Catholic Media Council – Medienplanung für Entwicklungsländer e. V. (Cameco). Josef Bergmoser starb am 1. Dezember 2017.

### Karl R. Höller
Karl R. Höller wurde am 24. April 1937 in Engelskirchen geboren. Er studierte an der Philosophisch-Theologischen Hochschule SVD St. Augustin Philosophie, Theologie, Ethnologie und Missionswissenschaften. Erste journalistische Erfahrungen sammelte er 1961 als Reporter bei der Kölnischen Rundschau/Siegkreis-Rundschau, bevor er zur Universität Münster wechselte. Begleitend zum Studium, unter anderem der Publizistik, absolvierte Höller 1962 ein Volontariat bei der Münsteraner Bistumszeitung Kirche+Leben, wo er als Redakteur bis 1969 arbeitete. Noch als Doktorand der Publizistik wurde er 1968 Mitbegründer der Fachzeitschrift Communicatio Socialis – für Publizistik in Kirche und Welt, die er viele Jahre redigierte. Nach seiner Tätigkeit als Gründungssekretär des Catholic Media Council (Cameco) mit Sitz in Aachen wechselte Höller 1971 zum Internationalen katholischen Missionswerk missio, wo er als Generalsekretär bis 1982 blieb. Er starb im Februar 2020.

## Bergmoser + Höller Stiftung
Ende 2010 beurkundeten Verlagsleitung und Verlagsgründer die private, gemeinnützige und unabhängige Bergmoser + Höller Stiftung. Ziel der Stiftung ist es, innovative christliche – katholische und evangelische – Projekte und Initiativen aufspüren, die der Wirksamkeit der biblischen Botschaft in der Gesellschaft dienen, sie zu prämieren und finanziell zu unterstützen. Die prämierten Initiativen werden in der Folgezeit journalistisch begleitet, um Gruppen im gesamten deutschsprachigen Raum anzuregen und ihnen Mut zu machen. Das Anfangskapital der Stiftung betrug 500.000 EUR, das Stiftungsvermögen wurde innerhalb der nächsten fünf Jahre auf 1 Million EUR angelegt. Darüber hinaus erhält die Stiftung Zuwendungen und Spenden von Einzelpersonen und Institutionen.
Die Stiftung baut gegenwärtig ihre Strukturen weiter aus und sucht Partnerinstitutionen, die in ihrer Arbeit die Initiativen an der Gemeindebasis beobachten und frühzeitig neue Entwicklungen entdecken. Der aktuelle Vorstand der Stiftung besteht aus den Herren Andreas Bergmoser und Peter E. Tiarks.

### Verkündigungspreis
Der ökumenisch ausgerichtete Verkündigungspreis der Stiftung ist mit 5000 EUR für den ersten, 3000 EUR für den zweiten und 2000 EUR für den dritten Preis dotiert und wurde 2012 erstmals vergeben.